# Comté de Blanco
Pour les articles homonymes, voir Blanco.
Le comté de Blanco, en anglais : Blanco County, est un comté des États-Unis, situé dans l'État du Texas. Fondé le 12 février 1858, son siège de comté est la ville de Johnson City. Situé au centre de l'État, sa superficie est de 1 846,7 km2. Selon le recensement des États-Unis de 2020, sa population est de 11 374 habitants. Il est baptisé en référence à la rivière Blanco.

## Organisation du comté
Le comté de Blanco est créé le 12 février 1858, à partir des terres des comtés de Burnet, Comal, Gillespie, Hays  et Kerr. Il est définitivement autonome et organisé le 12 avril 1858.
Le nom du comté est donné en référence à la rivière Blanco (en),, qui traverse le sud du comté, d'est en ouest.

## Géographie
Le comté de Blanco est situé au centre de l'État du Texas, aux États-Unis,. Il fait partie du Texas Hill Country, le pays des collines, et se trouve à l'est du plateau d'Edwards. En plus de la rivière Blanco, il est aussi traversé en son centre, d'est en ouest, par la rivière Pedernales, un affluent du Colorado, fleuve du Texas.
Il a une superficie totale de 1 846,7 km2, composée de 1 836,9 km2 de terres et de 10,8 km2 de zones aquatiques.

## Comtés adjacents
| Comté de Llano     | Comté de Burnet | Comté de Travis |
| Comté de Gillespie | comté de Blanco | Comté de Hays   |
| Comté de Comal     |                 | Comté de Comal  |

## Démographie

Pyramide des âges du comté de Blanco (2000).

Lors du recensement de 2010, le comté comptait une population de 10 497 habitants. En 2017, la population est estimée à 11 626 habitants,.
| Groupes           | Comté de Blanco | Texas | États-Unis |
| ----------------- | --------------- | ----- | ---------- |
| Blancs            | 90,3            | 70,4  | 72,4       |
| Autres            | 6,0             | 10,6  | 6,4        |
| Métis             | 1,9             | 2,5   | 2,7        |
| Afro-Américains   | 0,7             | 11,9  | 12,6       |
| Amérindiens       | 0,7             | 0,7   | 0,9        |
| Asiatiques        | 0,5             | 3,8   | 4,8        |
| Total             | 100             | 100   | 100        |
|                   |                 |       |            |
| Latino-Américains | 18,2            | 37,6  | 16,7       |

Selon l'American Community Survey, pour la période 2011-2015, 85,11 % de la population âgée de plus de 5 ans déclare parler anglais à la maison, alors que 13,05 % déclare parler l’espagnol, 0,94 % l'allemand et 0,94 % une autre langue.